# Christine de Boer
Pour les articles homonymes, voir de Boer.
Christine de Boer (née le 3 juin 1983 à Baarn) est une actrice, chanteuse, auteure-compositrice-interprète et artiste de cabaret néerlandaise.

## Filmographie

### Cinéma et téléfilms
- 2012 : Flikken Maastricht : L'agente de travail temporaire
- 2012 : De meisjes van Thijs (nl) : Bianca
- 2014 : In the Heart : La mariée
- 2018 : Billy : Merel

## Discographie

### Avec Yentl en de Boer
- 2018 : Morph (sorti le 9 novembre)[2],[3],[4],[5]